# Cumulopuntia chichensis
Cumulopuntia chichensis är en kaktusväxtart som först beskrevs av Martín Cárdenas Hermosa, och fick sitt nu gällande namn av Edward Frederick Anderson. Cumulopuntia chichensis ingår i släktet Cumulopuntia, och familjen kaktusväxter. Inga underarter finns listade i Catalogue of Life.